# Электренайское водохранилище
Электренайское водохранилище (лит. Elektrėnų marios) ― водохранилище в Электренском самоуправлении, к югу от города Электренай, Литва. Образовано в результате создания плотины на реке Стреве (притоке Немана) в 40,8 км от её впадения в Каунасское водохранилище.

## География
Площадь Электренайского водохранилища составляет 1240 гектар (по другим данным — 1389 га). Протяжённость с севера на юг 11 км, с запада на восток ― 3,1 км. Максимальная глубина составляет более 30 метров (самая глубокая точка в находится в бывшем озере Ягудис). Северная часть водохранилища имеет озёрное происхождение, южная ― речное. Восточный и северный берега крутые и высокие, а западный и южный ― пологие, местами заболоченные. Берега в основном песчано-галечные, дно покрыто различными видами глины. Всего в Электренайском водохранилище 18 островов общей площадью 50,5 гектар.
На озере гнездится большое количество водоплавающих птиц.
Вблизи Электренайского водохранилища находятся восемь населённых пунктов: Электренай, Станчикай, Гейбонис, Шаркине, Пелюнай, Каркучяй, Пастревис и Сеносиос-Киетавишкес.

## История
Электренайское водохранилище было создано в 1961 (по другим данным — в 1961—1962) году после перекрытия реки Стрева ради постройки ТЭЦ. Было затоплено 8 озёр. Под водой оказались деревни Перкункиемис, Аникщяй, Лекавичяй, Шаркинес и Райстине.

## Галерея

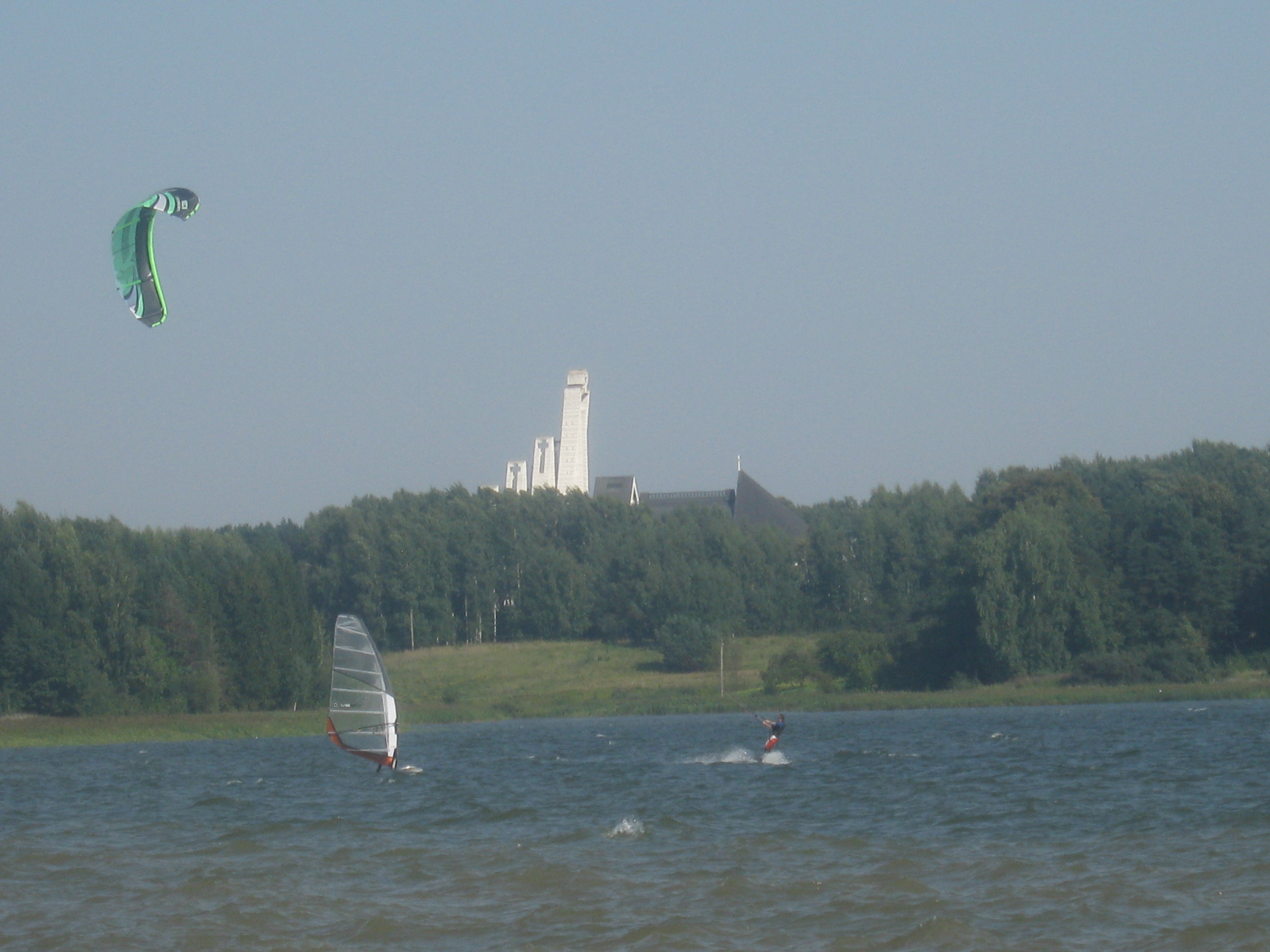
Виндсёрферы
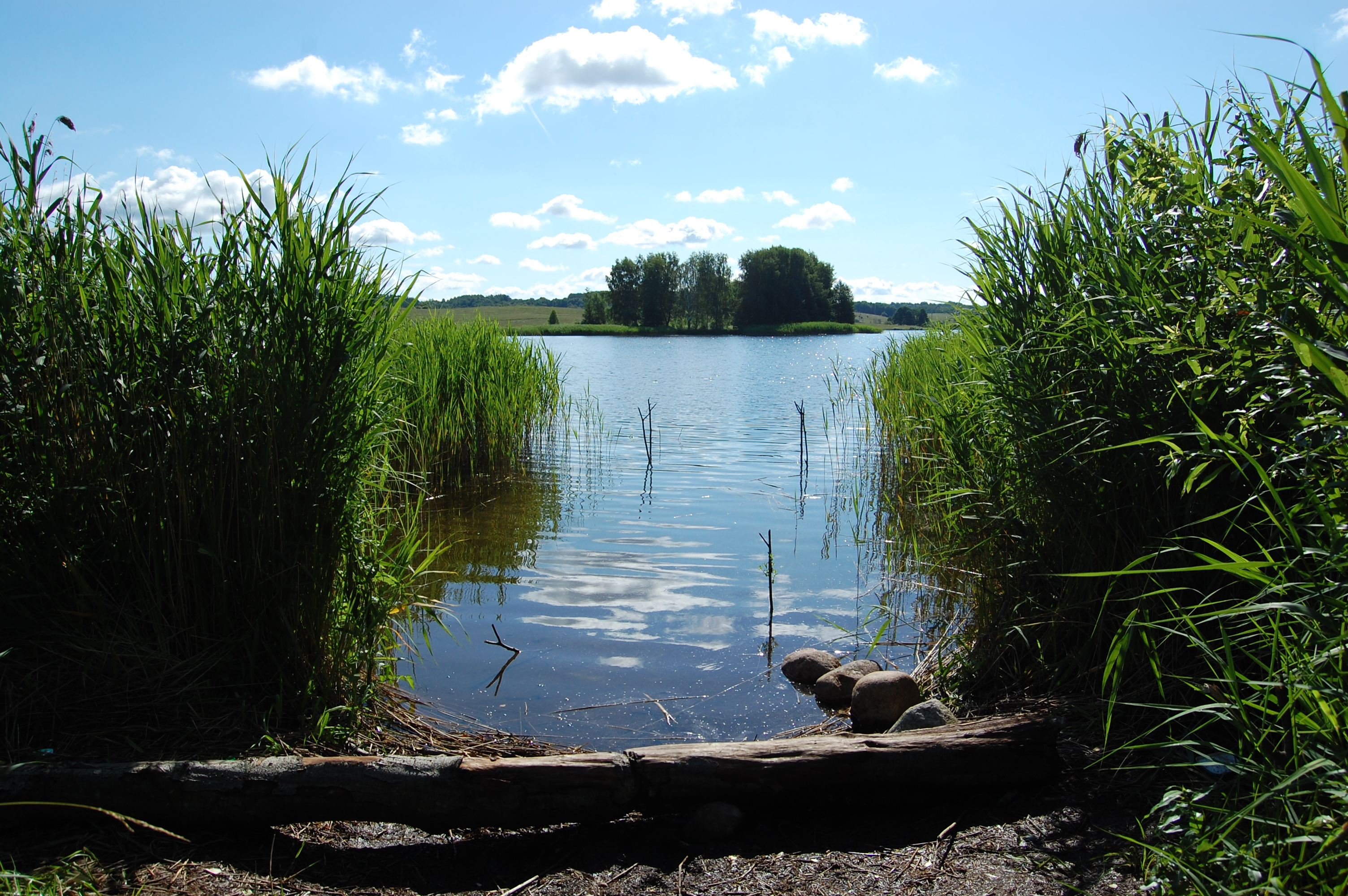
Вид водохранилища с берега
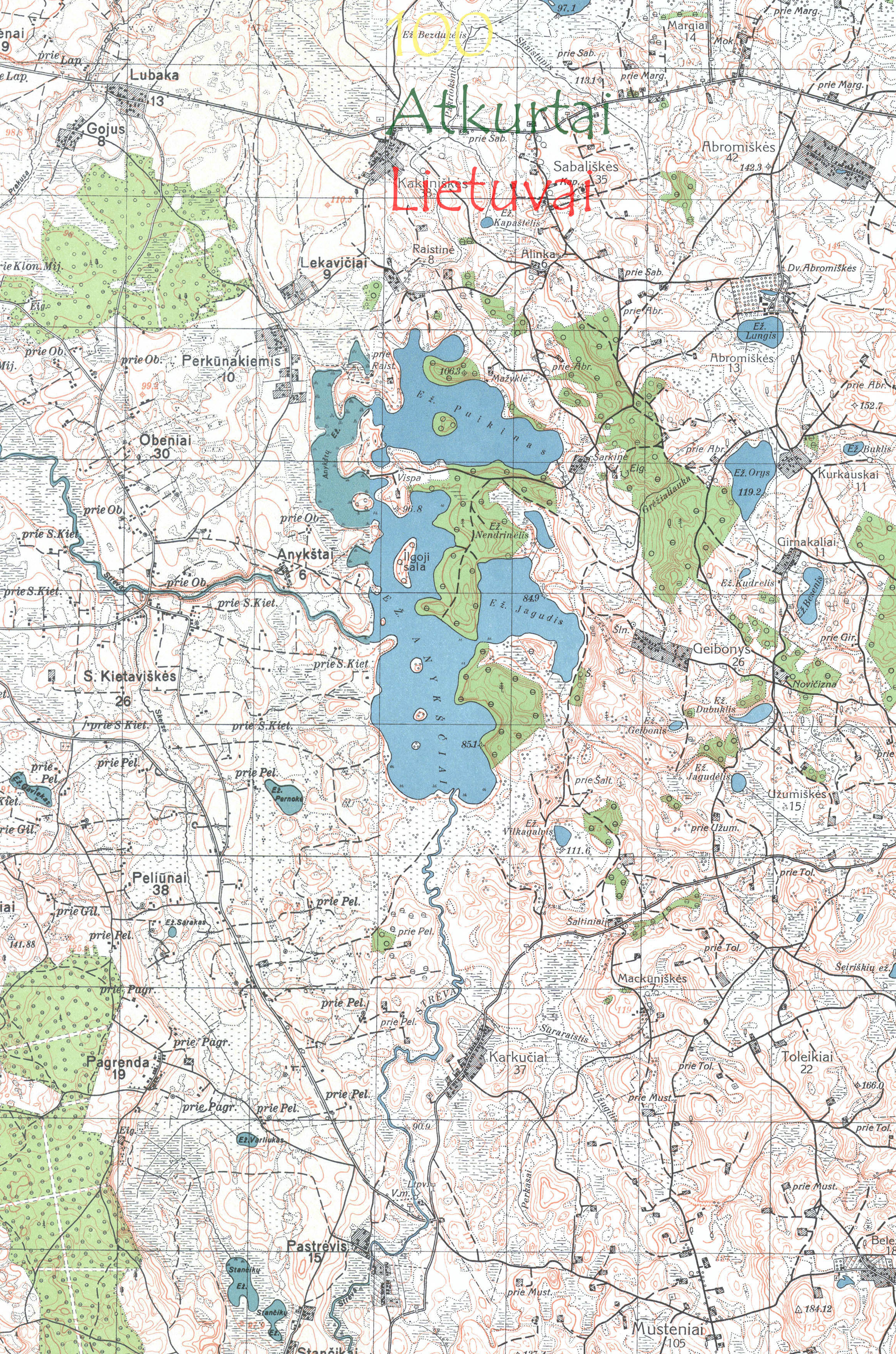
Местность до создания водохранилища